# Durfort, Tarn

Durfort este o comună în departamentul Tarn din sudul Franței. În 2009 avea o populație de 286 de locuitori.

## Evoluția populației
| An        | 1975 | 1982 | 1990 | 1999 | 2006 | 2009 |
| --------- | ---- | ---- | ---- | ---- | ---- | ---- |
| Populație | 274  | 326  | 300  | 270  | 287  | 286  |